# Yves Plumey
Yves-Joseph-Marie Plumey, né le 29 janvier 1913 à Vannes et mort assassiné le 3 septembre 1991 à Ngaoundéré (Cameroun), est un prélat catholique français, de la congrégation des Oblats de Marie-Immaculée (O.M.I.), évêque puis archevêque de Garoua, de 1955 à 1984, pionnier de l'évangélisation dans le nord du Cameroun et du Tchad. Il est évêque émérite lorsqu'il est tué.

## Biographie

### Enfance, formation et débuts
Il est ordonné prêtre le 29 juin 1937.
Il fait partie des pionniers au Nord-Cameroun - peu visité jusque-là par des rares missionnaires - de l’Évangile; fondant en 1947 la Préfecture devenue Vicariat apostolique de Garoua,.

### Carrière
Nommé évêque de Garoua le 14 septembre 1955 par Pie XII, puis archevêque de Garoua le 18 mars 1982 par Jean-Paul II, une charge qu'il conserve jusqu'à sa démission le 17 mars 1984. Christian Tumi lui succède.
Après la deuxième guerre mondiale, 
Entre 1962 et 1965, il participe au concile Vatican II, de la 1re à la 4e session,. 
Il ordonne le premier prêtre originaire du grand Nord Cameroun en 1972.

## Œuvres
Il est l'auteur de l'ouvrage Mission Tchad-Cameroun : l'annonce de l'évangile au Nord-Cameroun et au Mayo Kébbi, 1946-1986, publié en 1990. L’Académie française lui décerne le prix Mottart en 1991 pour cet ouvrage.

## Assassinat
Mgr Plumey est assassiné par étranglement à sa résidence du quartier Hauts-Plateaux, au lieu-dit Petit Séminaire, dans la nuit du 2 au 3 septembre 1991. Son gardien, son chauffeur ainsi que le beau-frère de ce dernier, coupables présumés, ont été incarcérés dès le lendemain, mais l'enquête sur les mobiles et les complicités ne semble pas avoir abouti.
Sa tombe se trouve devant la cathédrale de la mission catholique de Ngaoundéré. La cathédrale Notre Dame des Apôtres de N’Gaoundéré est le siège du diocèse catholique.

## Hommages
- Une avenue porte son nom à Vannes[13].
- Un collège est créé à son nom[14].